# 秋田県立スケート場
秋田県立スケート場（あきたけんりつスケートじょう）は、秋田県秋田市の向浜運動広場にある屋内アイススケートリンクである。アイススケートリンクとしては10月中旬から翌年3月下旬まで開場されており、オフシーズン（4月中旬から9月中旬まで）は催事場として利用されている。秋田県総合公社が指定管理者として管理運営を行っている。設置および運営の根拠条例は秋田県立スケート場条例（昭和46年秋田県条例第57号）。

## 概要
秋田県では1910年（明治43年）、当時の知事・森正隆が県内初等中等教育の体育にアイススケートを取り入れたことから、スポーツとしてのスケートが認知され始めた。以降、昭和時代半ばまでは八郎潟や千秋公園などにできた天然リンクが使用されてきたが、自然環境の変化によりこれらは使用不可となり、その後秋田市山王に秋田アイススケートリンクという民間リンクが設立されたがそれも閉鎖となった。
そこで秋田県は1971年（昭和46年）、夏季はアイスホッケー場を水泳プールに転用できる屋内複合施設として秋田県立スケート場を開設した。
開設から四半世紀以上、夏季は水泳プールとして使用されてきたが、2000年（平成12年）9月6日をもってプール用途は廃止され、2001年（平成13年）1月1日より供用開始された秋田県立総合プールに引き継がれた。
競技用の利用は1979年冬の国体でこそ行われたが、その後は競技の国際開催基準がクリアできなくなり行われていない。自県開催となった1984年のインターハイや2007年夏の国体も氷上種目の開催地が確保できず別の県で代替開催し、国体は夏冬完全国体開催を逃した。
岩城町の厚生年金休暇村に、アキタアイスアリーナという民間アリーナも存在したが廃止となっている。

## 年表
- 1971年（昭和46年）
  - 10月1日、秋田県立スケート場条例公布。
  - 11月10日、供用開始。
- 1979年（昭和54年）、第34回国民体育大会冬季大会のスケート競技・フィギュアスケート競技会場として使用[1]。
- 1983年（昭和58年）3月11日、秋田県立プール条例（昭和58年秋田県条例第21号）公布[9]。
- 1986年（昭和61年）7月18日 - 8月24日、「秋田博'86」を開催[10]。
- 2000年（平成12年）
  - 4月1日、秋田県総合公社が運営管理代行を開始。
  - 9月6日、秋田県立プールを用途廃止[7]。
- 2001年（平成13年）、ワールドゲームズ2001のローラースケーティング競技会場として使用[11]。

## 施設データ
- スピードスケートリンク（パイピングリンク[1]。333.3m☓13m。4,367.74㎡[12]）
- アイスホッケーリンク（パイピングリンク[1]。60m☓30m。1,789㎡[12]）

## サービス

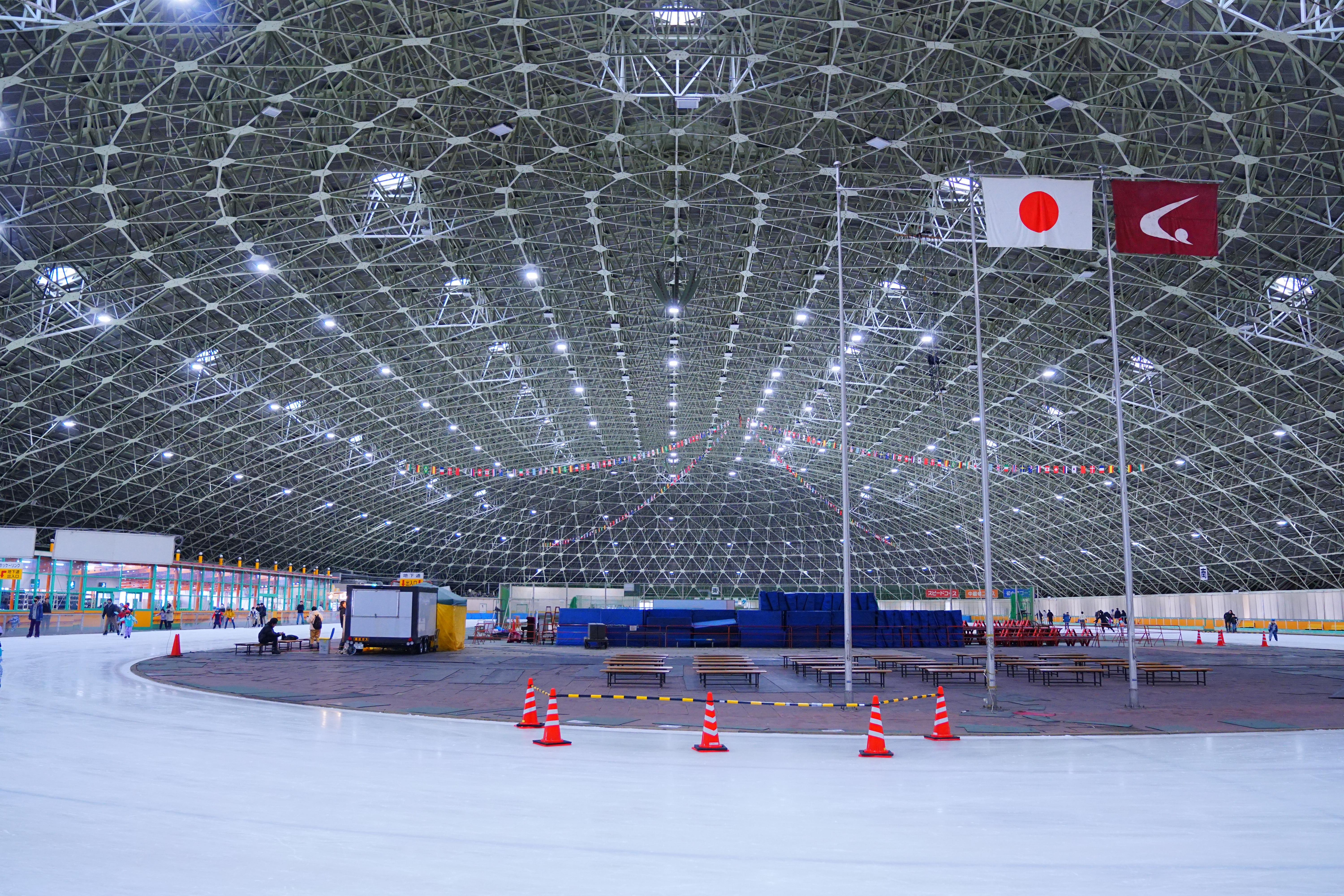
スケート場内

場内に更衣室、医務室、食堂があるほか、1000函のコインロッカー・4000足の各種サイズ貸スケート靴が整備されており有料で使用可能である。一般利用のほか団体での貸切使用も可能であり、また各種スケート教室やスケートイベントも開催されている。